# Rosa Porten

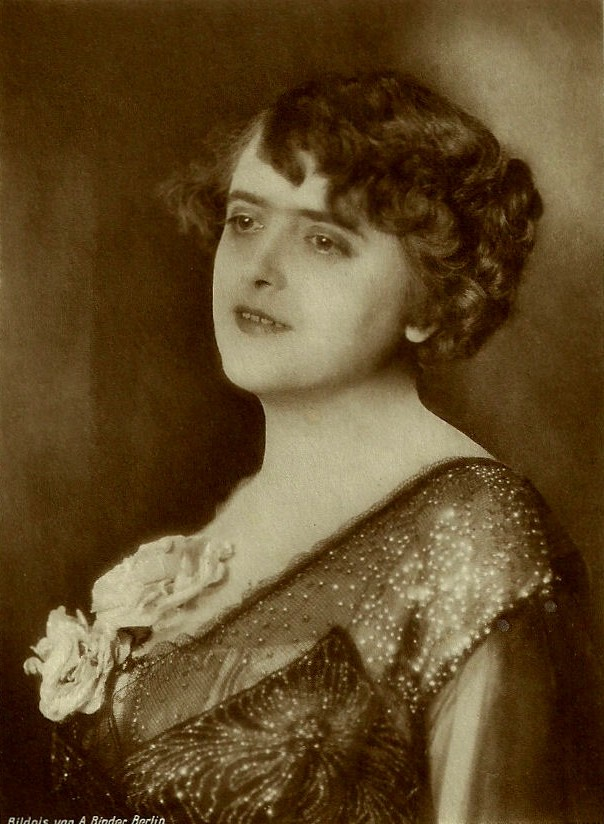
Rosa Porten (Fotografie von Alexander Binder)

Rosa Porten, eigentlich Therese Porten (* 19. Februar 1884 in Düsseldorf; † 7. Mai 1972 in München), war eine deutsche Schauspielerin, Drehbuchautorin, Filmregisseurin und Schriftstellerin und zählt als eine der ersten Autorenfilmerinnen zu den Pionierinnen des Stummfilms.

## Biografie
Rosa Porten war die ältere Schwester des berühmten Stummfilmstars Henny Porten. Sie hatte schon seit ihrer Kindheit auf der Bühne gestanden und ihre Profilaufbahn mit Beginn des 20. Jahrhunderts in Angriff genommen.
Über ihren Vater, den Opernsänger und Regisseur Franz Porten, trat sie zunächst in Veranstaltungen des Vereins der Rheinländer auf, anschließend auch mit kleinen Rollen an regulären Berliner Bühnen. Ihr erstes wichtiges Festengagement erhielt sie im Jahr 1907 von Berlins Thalia-Theater.
Vater Franz stellte für Rosa Porten und ihre Schwester 1906 auch den Kontakt zur noch wenig entwickelten Kinematografie her und vermittelte ihre ersten Auftritte in sogenannten Tonbildern. Ihr Debütfilm hieß Meißner Porzellan.
1911 schrieb Porten ihr erstes Drehbuch für den Film Das Liebesglück der Blinden mit ihrer Schwester in der Hauptrolle. Für Henny Porten begann mit diesem Film ihre Karriere als Star des Stummfilms. Rosa Porten schrieb mehr als zwanzig Drehbücher, von denen sie einige gemeinsam mit ihrem Ehemann, dem Filmregisseur Franz Eckstein, auch inszenierte und bei denen sie häufig eine Rolle übernahm. In Erste Liebe stand sie 1918 zusätzlich zu Drehbuch und Regie auch hinter der Kamera. Als Regisseure benutzte das Ehepaar Porten/Eckstein das gemeinsame Pseudonym Dr. R. Portegg.
Nach dem Ersten Weltkrieg setzte sie nicht nur ihre Arbeit als Drehbuchautorin fort, sondern versuchte sich auch als Schriftstellerin. Zu ihren Werken zählen die Romane Filmprinzeß, Androgyne und Die neue Generation.
Bereits vor Anbruch der Tonfilmzeit zog sie sich nach Bayern ins Privatleben zurück. Ihre letzte Rolle im Stummfilm hatte sie bereits 1920 gespielt. Nach dem Tode ihres Mannes im Februar 1945 im pommerschen Bauerhufen, kurz vor dem Einmarsch der Roten Armee in Pommern, blieb die ehemalige Schauspielerin zunächst in dem mittlerweile von Polen besiedelten und sowjetischen Soldaten beherrschten Gebiet östlich der Oder. „Es war die Hölle !“, wie Rosa Porten laut „Pommerscher Zeitung“ vom 15. Dezember 1962 klagte. Erst Ende Dezember 1945 gelang ihr die Flucht in den Westen (nach Süddeutschland). Ab dem 25. August 1950 trat sie in den Studios von München-Geiselgasteig in Jenny Jugos letztem, unvollendet gebliebenen Streifen, dem Abenteuer- und Reiselustspiel Land der Sehnsucht, unter der Regie von Erich Engel letztmals vor die Kamera.
Zuletzt lebte Rosa Porten als Therese Eckstein in Pullach im Isartal, Gemeindeteil Großhesselohe. Sie verstarb gemäß einer schriftlichen Anzeige der Verwaltung des Städtischen Krankenhauses München Am Biederstein am 7. Mai 1972 um 10 Uhr 40.

## Filmografie (Auswahl)
- 1906: Meißner Porzellan (Darsteller)
- 1906: Apachentanz (Darsteller)
- 1908: Funiculi-Funicula (Darsteller)
- 1908: Die kleine Baronesse (Darsteller)
- 1910: Das Geheimnis der Toten (Darsteller)
- 1911: Das Liebesglück der Blinden (Drehbuch)
- 1915: Abgründe (Drehbuch)
- 1915: Das große Schweigen (Drehbuch)
- 1916: Die Wäscher-Resl (Darsteller, Drehbuch, Regie)
- 1916: Komtess Else (Drehbuch)
- 1916: Der Konkneipant (Drehbuch, Regie)
- 1917: Die nicht lieben dürfen (Darsteller, Drehbuch, Regie)
- 1917: Die Erzkokette (Darsteller, Drehbuch, Regie)
- 1917: Gräfin Maruschka (Darsteller, Drehbuch, Regie)
- 1917: Der neueste Stern vom Variete (Darsteller, Drehbuch, Regie)
- 1917: Das Opfer der Yella Rogesius (Regie)
- 1918: Ihr Junge (Darsteller, Drehbuch)
- 1918: Erste Liebe (Darsteller, Drehbuch, Regie, Kamera)
- 1918: Der Trompeter von Säckingen (Drehbuch)
- 1918: Der Dieb (Regie)
- 1918: Die Augen der Schwester (Darsteller, Drehbuch)
- 1918: Ihr laßt den Armen schuldig werden (Darsteller, Drehbuch)
- 1918: Die Film-Kathi (Darsteller, Regie)
- 1920: Das Drama von Glossow (Drehbuch)
- 1920: Auri Sacra Fames (2 Teile, Darsteller, Drehbuch)
- 1921: Durch Liebe erlöst (Drehbuch)
- 1921: Du bist das Leben (Drehbuch)
- 1921: Die Hexe (Drehbuch)
- 1921: Lotte Lore (Drehbuch)
- 1924: Die Schmetterlingsschlacht (Drehbuch)
- 1925: Hedda Gabler (Drehbuch)
- 1927: Das Mädchen aus der Fremde (Drehbuch)
- 1927: Die Heiratsfalle (Drehbuch, Regie)
- 1950: Land der Sehnsucht (Darsteller)

## Schallplattenaufnahmen
- 1911, 13. September: „Der Erzengel Gabriel verkündet den Hirten Christens Geburtstag“, auf Monarch Record „Grammophon“ 0941016/7